# GWR 4900
Pour les articles homonymes, voir GWR.
La GWR 4900 Class (ou Hall Class) est une classe de locomotive à vapeur ten wheel de trafic mixte conçu par Charles Collett. 259 furent construites, numérotées de 4900 à 4999, 5900 à 5999 et de 6900 à 6958. Les LMS Stanier Class 5 4-6-0 et LNER Thompson Class B1 s’appuient fortement sur les caractéristiques de conception de la Hall Class. Après la nationalisation en 1948, la British Rail leur a attribué le classement de puissance 5MT.

## Histoire
À la fin de 1923, la Great Western Railway était desservie par des locomotives de passagers express des classes Saint et Star et avait introduit la classe Castle.
Cependant les locomotives Mogul de trafic mixte de la classe 4300 commençaient à lutter contre la charge croissante.